# Station Ekeren
Station Ekeren is een spoorwegstation langs spoorlijn 12 in het district Ekeren in Antwerpen.
Het eerste stationsgebouw was een klein houten gebouwtje dat werd geopend op 26 juni 1854 toen de eerste trein langs lijn 12 naar Nederland reed. In 1882 werd dit gebouwtje vervangen door het huidige stationsgebouw. Sinds 1997 zit het kunstcollectief Tracé in het stationsgebouw. Het is nu een stopplaats.
Via trappen was dit station vanaf 1926 ook verbonden met het nu  gesloten station Ekeren-Brug op spoorlijn 27A.

## Minitrambedrijf
Vanaf het station vertrok een smalspoortram naar Sint-Mariaburg. De tramlijn is opgericht door "Antverpia", een levensverzekeringsmaatschappij, die de wijk Sint-Mariaburg heeft ontwikkeld. De lijn werd later doorgetrokken tot "Moeder Mie" bij de Lage kaart in Brasschaat. De tram heeft gereden van 1902 tot de Eerste Wereldoorlog, wanneer de lijn werd opgebroken door Duitse bezetter.

## Treindienst
| Serie       | Treinsoort               | Route                                                                      | Bijzonderheden             |
| ----------- | ------------------------ | -------------------------------------------------------------------------- | -------------------------- |
| IC 07       | Intercity (NMBS)         | Charleroi-Centraal – Brussel-Zuid – Antwerpen-Centraal – Ekeren – Essen    | Rijdt alleen op werkdagen. |
| S 32 2350   | S-trein Antwerpen (NMBS) | Puurs – Antwerpen-Centraal – Ekeren – Essen                                | Rijdt alleen op werkdagen. |
| S 32 2550   | S-trein Antwerpen (NMBS) | Puurs – Antwerpen-Centraal – Ekeren – Essen – Roosendaal                   |                            |
| P 7200/8200 | Piekuurtrein (NMBS)      | Roosendaal – Ekeren – Antwerpen-Centraal                                   | Rijdt alleen op werkdagen. |
| P 8220      | Piekuurtrein (NMBS)      | [ Hamont – ] / [ Essen – Ekeren – Antwerpen-Centraal – ] Leuven – Heverlee | Een trein op zondagavond.  |

## Galerij

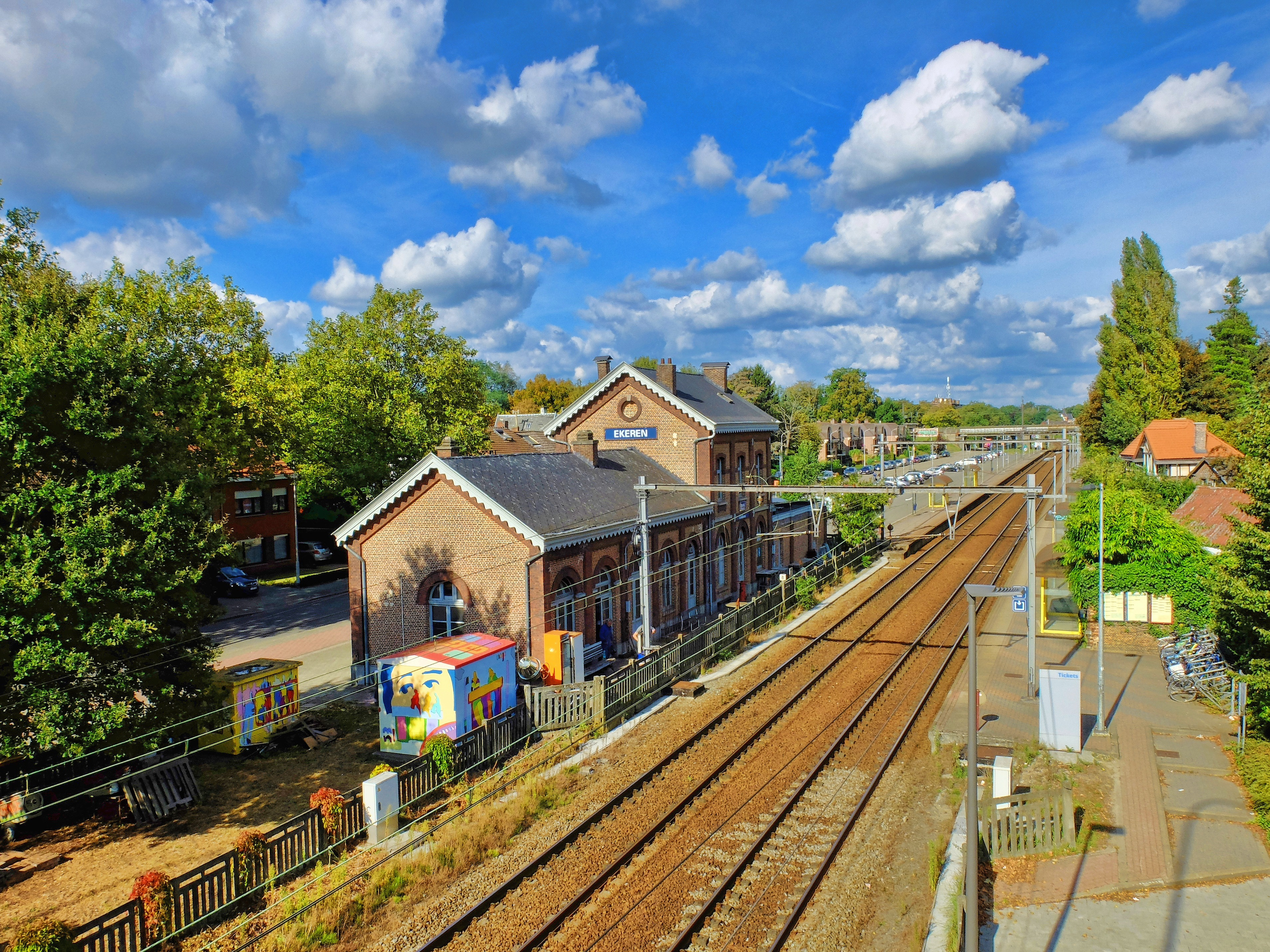
Station met zicht op de sporen
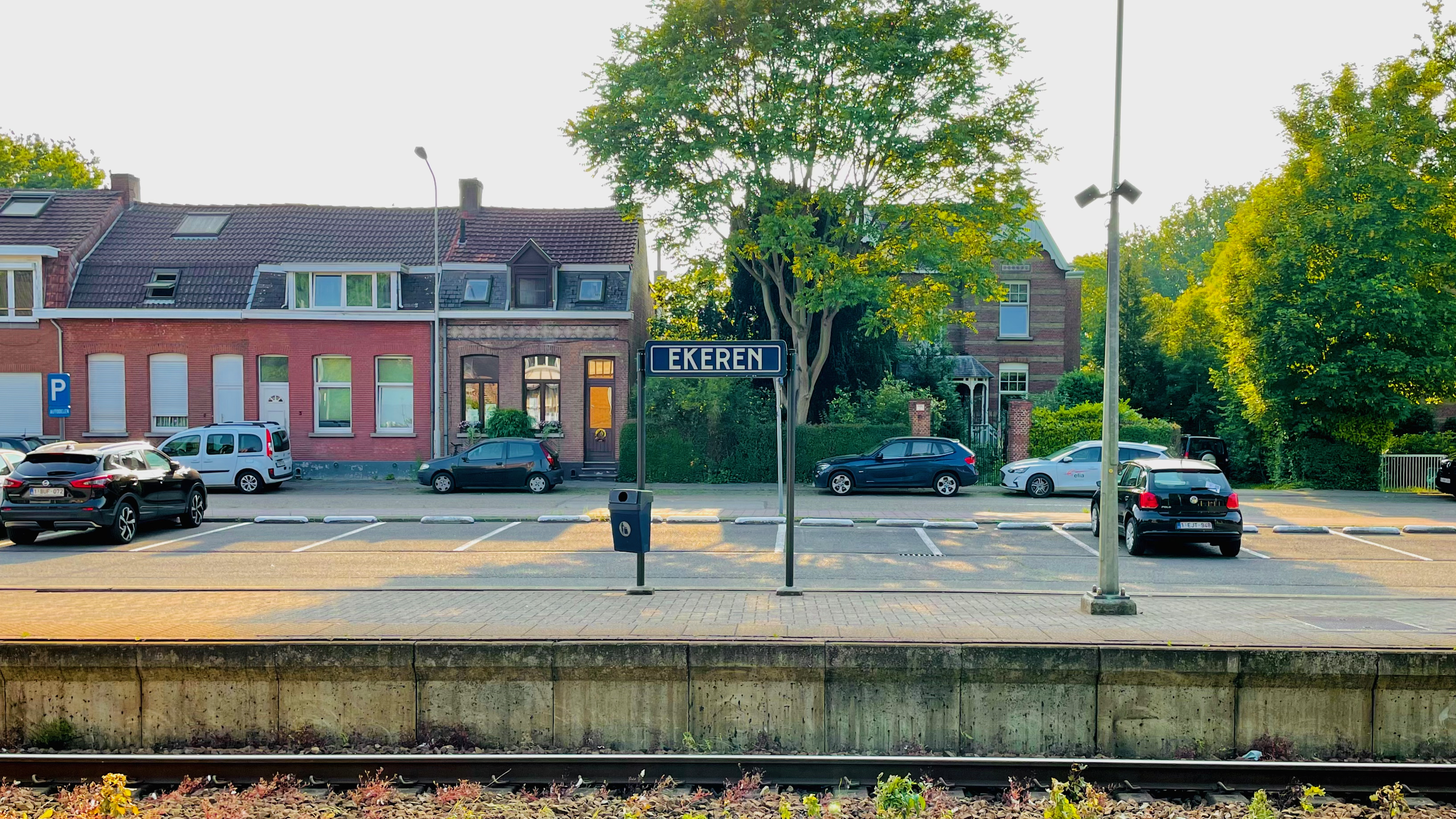
Naambord op een perron

## Reizigerstellingen
De grafiek en tabel geven het gemiddeld aantal instappende reizigers weer op een week-, zater- en zondag.
| Tabel: aantal instappende reizigers station Ekeren | Tabel: aantal instappende reizigers station Ekeren | Tabel: aantal instappende reizigers station Ekeren | Tabel: aantal instappende reizigers station Ekeren |
|                                                    | Weekdag                                            | Zaterdag                                           | Zondag                                             |
| -------------------------------------------------- | -------------------------------------------------- | -------------------------------------------------- | -------------------------------------------------- |
| 1977                                               | 263                                                | 90                                                 | 84                                                 |
| 1978                                               | 254                                                | 86                                                 | 99                                                 |
| 1979                                               | 321                                                | 82                                                 | 62                                                 |
| 1980                                               | 353                                                | 111                                                | 113                                                |
| 1981                                               | 387                                                | 109                                                | 148                                                |
| 1982                                               | 443                                                | 112                                                | 69                                                 |
| 1983                                               | 388                                                | 76                                                 | 56                                                 |
| 1984                                               | 389                                                | 89                                                 | 59                                                 |
| 1985                                               | 295                                                | 67                                                 | 92                                                 |
| 1986                                               | 285                                                | 80                                                 | 62                                                 |
| 1987                                               | 298                                                | 63                                                 | 78                                                 |
| 1988                                               | 274                                                | 93                                                 | 85                                                 |
| 1989                                               | 326                                                | 83                                                 | 85                                                 |
| 1990                                               | 316                                                | 96                                                 | 109                                                |
| 1991                                               | 330                                                | 128                                                | 96                                                 |
| 1992                                               | 329                                                | 113                                                | 105                                                |
| 1993                                               | 319                                                | 95                                                 | 121                                                |
| 1994                                               | 352                                                | 100                                                | 106                                                |
| 1995                                               | 338                                                | 90                                                 | 90                                                 |
| 1996                                               | 360                                                | 96                                                 | 100                                                |
| 1997                                               | 426                                                | 107                                                | 130                                                |
| 1998                                               | 284                                                | 81                                                 | 79                                                 |
| 1999                                               | 383                                                | 76                                                 | 89                                                 |
| 2000                                               | 478                                                | 94                                                 | 94                                                 |
| 2001                                               | 471                                                | 95                                                 | 91                                                 |
| 2002                                               | 426                                                | 110                                                | 106                                                |
| 2003                                               | 478                                                | 128                                                | 106                                                |
| 2004                                               | 552                                                | 106                                                | 140                                                |
| 2005                                               | 602                                                | 162                                                | 141                                                |
| 2006                                               | 614                                                | 116                                                | 141                                                |
| 2007                                               | 585                                                | 148                                                | 120                                                |
| 2008                                               | -                                                  | -                                                  | -                                                  |
| 2009                                               | 596                                                | 138                                                | 76                                                 |
| 2010                                               | -                                                  | -                                                  | -                                                  |
| 2011                                               | -                                                  | -                                                  | -                                                  |
| 2012                                               | 708                                                | 210                                                | 143                                                |
| 2013                                               | 688                                                | 201                                                | 130                                                |
| 2014                                               | 773                                                | 147                                                | 163                                                |
| 2015                                               | 778                                                | 145                                                | 166                                                |
| 2016                                               | 847                                                | 142                                                | 179                                                |
| 2017                                               | 923                                                | 210                                                | 242                                                |
| 2018                                               | 992                                                | 274                                                | 267                                                |
| 2019                                               | 1 206                                              | 286                                                | 285                                                |
| 2020                                               | 611                                                | 220                                                | 240                                                |
| 2021                                               | -                                                  | -                                                  | -                                                  |
| 2022                                               | 927                                                | 98                                                 | 72                                                 |
| 2023                                               | 985                                                | 221                                                | 235                                                |
| 2024                                               | 1 047                                              | 308                                                | 251                                                |

Antwerpen-Berchem · Antwerpen-Centraal · Antwerpen-Dam · Antwerpen-Dokken en -Stapelplaatsen · Antwerpen-Harwich · Antwerpen-Haven · Antwerpen-Kiel · Antwerpen-Linkeroever · Antwerpen-Luchtbal · Antwerpen-Noord · Antwerpen-Noorderdokken · Antwerpen-Oost · Antwerpen-Schijnpoort · Antwerpen-Waas · Antwerpen-Zuid · Borgerhout · Ekeren · Ekeren-Brug · Fort 6 · Fort 7 · Fort 8 · Hoboken-Kapelstraat · Hoboken-Polder · Leugenberg · Merksem · Molenveld · Sint-Mariaburg · Wilrijk
0,0: Antwerpen-Centraal ·
2,3: Antwerpen-Oost ·
3,4: Borgerhout ·
5,8: Antwerpen-Dam ·
8,3: Antwerpen-Luchtbal ·
9,1: Antwerpen-Noorderdokken ·
11,4: Ekeren ·
12,5: Sint-Mariaburg ·
13,8: Heikestraat ·
15,0: Kapellen ·
19,0: Kapellenbos ·
21,0: Heide ·
22,7: Kijkuit ·
24,0: Kalmthout ·
28,1: Wildert ·
32,1: Essen ·
23,0: Roosendaal ·
15,6: Oudenbosch ·
7,5: Zevenbergen ·
0,0: Moerdijk AR ·
0,0: Lage Zwaluwe